# Beaulieu (Orne)
Pour les articles homonymes, voir Beaulieu.
Beaulieu est une commune française, située dans le département de l'Orne en région Normandie, peuplée de 203 habitants.

## Géographie
Le territoire de Beaulieu est situé dans la région naturelle du Perche sur un plateau de faible altitude (100 à 250 m) au relief peu différencié. Le sol est composé d'une épaisse couverture d'altérites (roches formées par évolution sur place de formations plus anciennes : elles constituent des sols résultants au départ de matière par dégradation de la roche-mère (actions chimiques, gel) riches en silex, de 20 à 30 mètres d'épaisseur, masquant totalement le substrat crayeux.
| Vitrai-sous-Laigle                            | Gournay-le-Guérin (Eure)           | Saint-Christophe-sur-Avre (Eure)                      |
| Irai                                          | Beaulieu                           | Chennebrun (Eure), Armentières-sur-Avre (Eure)        |
| Tourouvre au Perche (comm. dél. de Randonnai) | Charencey (comm. dél. de Normandel | Charencey (comm. dél. de Saint-Maurice-lès-Charencey) |

### Hydrographie
La commune est située dans le bassin Seine-Normandie. Elle est drainée par l'Avre, le ruisseau Saint-Maurice, le fossé 01 du Bois des Côtes, le Ruth, l'Avre, le cours d'eau 01 de la commune d'Irais et divers autres petits cours d'eau,.
L'Avre, d'une longueur de 80 km, prend sa source dans la commune de Tourouvre au Perche et se jette  dans l'Eure en limite de Montreuil et de Saint-Georges-Motel, après avoir traversé 29 communes. Les caractéristiques hydrologiques de l'Avre sont données par la station hydrologique située sur la commune de Saint-Christophe-sur-Avre. Le débit moyen mensuel est de 0,35 m3/s. Le débit moyen journalier maximum est de 10,1 m3/s, atteint lors de la crue du 13 juin 2018. Le débit instantané maximal est quant à lui de 14,7 m3/s, atteint le 12 juin 2018.
Le ruisseau Saint-Maurice, d'une longueur de 10 km, prend sa source dans la commune de Tourouvre au Perche et se jette  dans un bras de l'Avre à Armentières-sur-Avre, après avoir traversé quatre communes. 

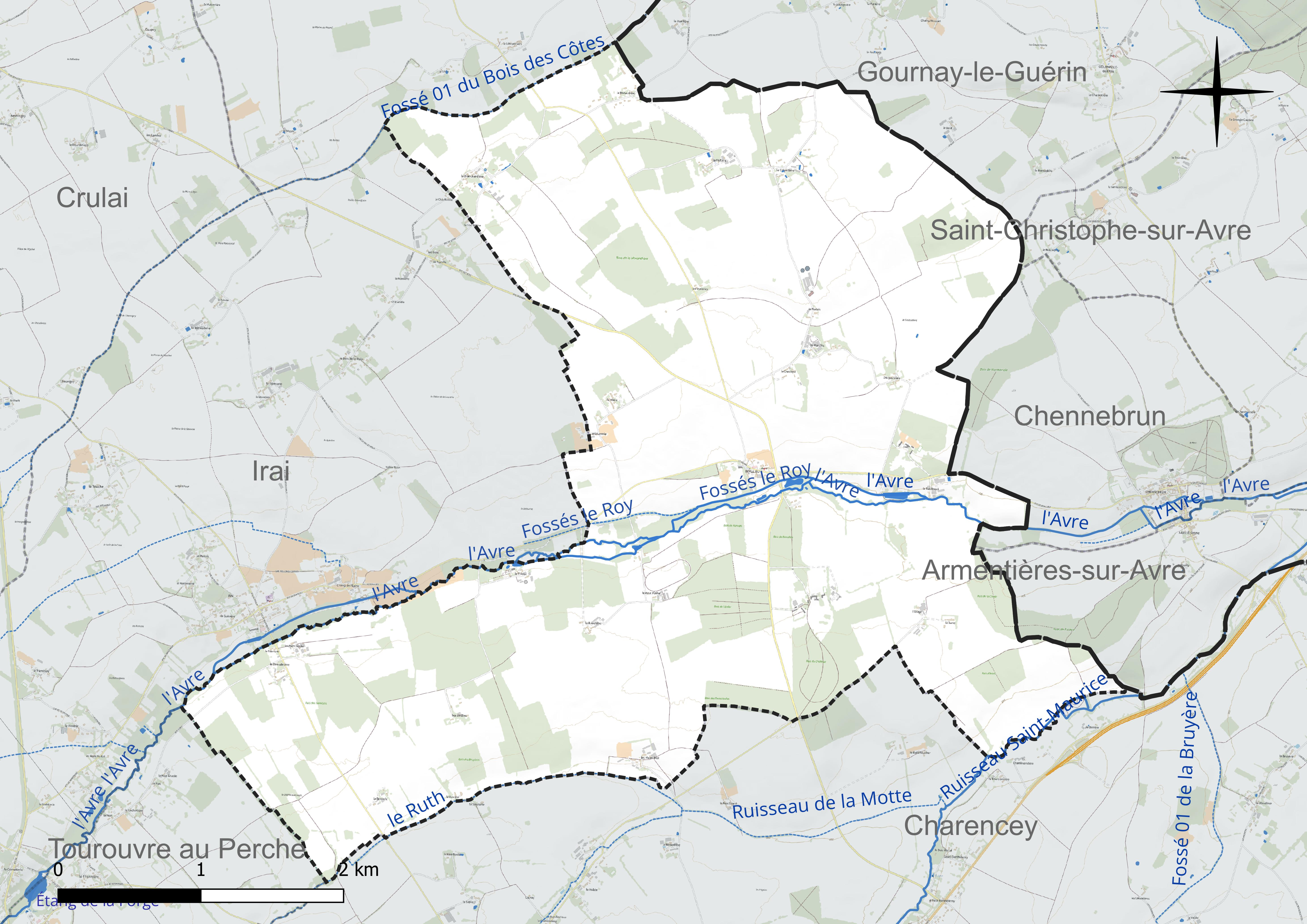
Réseau hydrographique de Beaulieu.

### Climat
Le climat qui caractérise la commune est qualifié, en 2010, de « climat océanique dégradé des plaines du Centre et du Nord », selon la typologie des climats de la France qui compte alors huit grands types de climats en métropole. En 2020, la commune ressort du type « climat océanique altéré » dans la classification établie par Météo-France, qui ne compte désormais, en première approche, que cinq grands types de climats en métropole. Il s’agit d’une zone de transition entre le climat océanique, le climat de montagne et le climat semi-continental. Les écarts de température entre hiver et été augmentent avec l'éloignement de la mer. La pluviométrie est plus faible qu'en bord de mer, sauf aux abords des reliefs.
Les paramètres climatiques qui ont permis d’établir la typologie de 2010 comportent six variables pour les températures et huit pour les précipitations, dont les valeurs correspondent à la normale 1971-2000. Les sept principales variables caractérisant la commune sont présentées dans l'encadré ci-après.
| Paramètres climatiques communaux sur la période 1971-2000 - Moyenne annuelle de température : 9,9 °C - Nombre de jours avec une température inférieure à −5 °C : 3,8 j - Nombre de jours avec une température supérieure à 30 °C : 2,5 j - Amplitude thermique annuelle : 14 °C - Cumuls annuels de précipitation : 741 mm - Nombre de jours de précipitation en janvier : 12 j - Nombre de jours de précipitation en juillet : 8 j |

Avec le changement climatique, ces variables ont évolué. Une étude réalisée en 2014 par la Direction générale de l'Énergie et du Climat complétée par des études régionales prévoit en effet que la  température moyenne devrait croître et la pluviométrie moyenne baisser, avec toutefois de fortes variations régionales. La station météorologique de Météo-France installée sur la commune et en service de 1988 à 2020 permet de connaître l'évolution des indicateurs météorologiques. Le tableau détaillé pour la période 1981-2010 est présenté ci-après.
| Mois                                  | jan.           | fév.           | mars          | avril         | mai           | juin          | jui.         | août         | sep.        | oct.          | nov.             | déc.         | année      |
| ------------------------------------- | -------------- | -------------- | ------------- | ------------- | ------------- | ------------- | ------------ | ------------ | ----------- | ------------- | ---------------- | ------------ | ---------- |
| Température minimale moyenne (°C)     | 0,8            | 0,6            | 2             | 3             | 6,5           | 9,1           | 11,1         | 10,9         | 8,1         | 6,5           | 3,1              | 0,9          | 5,2        |
| Température moyenne (°C)              | 3,6            | 4,2            | 6,7           | 8,6           | 12,5          | 15,4          | 17,6         | 17,6         | 14,1        | 10,9          | 6,4              | 3,6          | 10,1       |
| Température maximale moyenne (°C)     | 6,4            | 7,9            | 11,5          | 14,1          | 18,5          | 21,7          | 24,1         | 24,2         | 20,2        | 15,3          | 9,8              | 6,4          | 15         |
| Record de froid (°C) date du record   | −16 02.01.1997 | −17,5 11.02.12 | −14 13.03.13  | −7 08.04.03   | −3 05.05.1996 | −3 05.06.1991 | 1 11.07.1990 | 0 29.08.1989 | −2 25.09.03 | −7 30.10.1997 | −10,5 30.11.1989 | −12 04.12.10 | −17,5 2012 |
| Record de chaleur (°C) date du record | 16,5 27.01.03  | 22 27.02.19    | 22,5 30.03.17 | 28,5 20.04.18 | 30,5 27.05.05 | 36,5 20.06.17 | 40 25.07.19  | 39 06.08.03  | 36 14.09.20 | 28,5 01.10.11 | 22,5 01.11.15    | 16 17.12.15  | 40 2019    |
| Précipitations (mm)                   | 84,6           | 72,4           | 62,5          | 58            | 59,6          | 57,3          | 55,5         | 47,1         | 57,2        | 79,3          | 78,8             | 95,3         | 807,6      |

## Urbanisme

### Typologie
Au 1er janvier 2024, Beaulieu est catégorisée commune rurale à habitat très dispersé, selon la nouvelle grille communale de densité à sept niveaux définie par l'Insee en 2022.
Elle est située hors unité urbaine. Par ailleurs la commune fait partie de l'aire d'attraction de L'Aigle, dont elle est une commune de la couronne,. Cette aire, qui regroupe 32 communes, est catégorisée dans les aires de moins de 50 000 habitants,.

### Occupation des sols
L'occupation des sols de la commune, telle qu'elle ressort de la base de données européenne d’occupation biophysique des sols Corine Land Cover (CLC), est marquée par l'importance des territoires agricoles (82,3 % en 2018), une proportion identique à celle de 1990 (82,3 %). La répartition détaillée en 2018 est la suivante : 
terres arables (65,2 %), forêts (17,7 %), prairies (12,3 %), zones agricoles hétérogènes (4,8 %). L'évolution de l’occupation des sols de la commune et de ses infrastructures peut être observée sur les différentes représentations cartographiques du territoire : la carte de Cassini (XVIIIe siècle), la carte d'état-major (1820-1866) et les cartes ou photos aériennes de l'IGN pour la période actuelle (1950 à aujourd'hui).

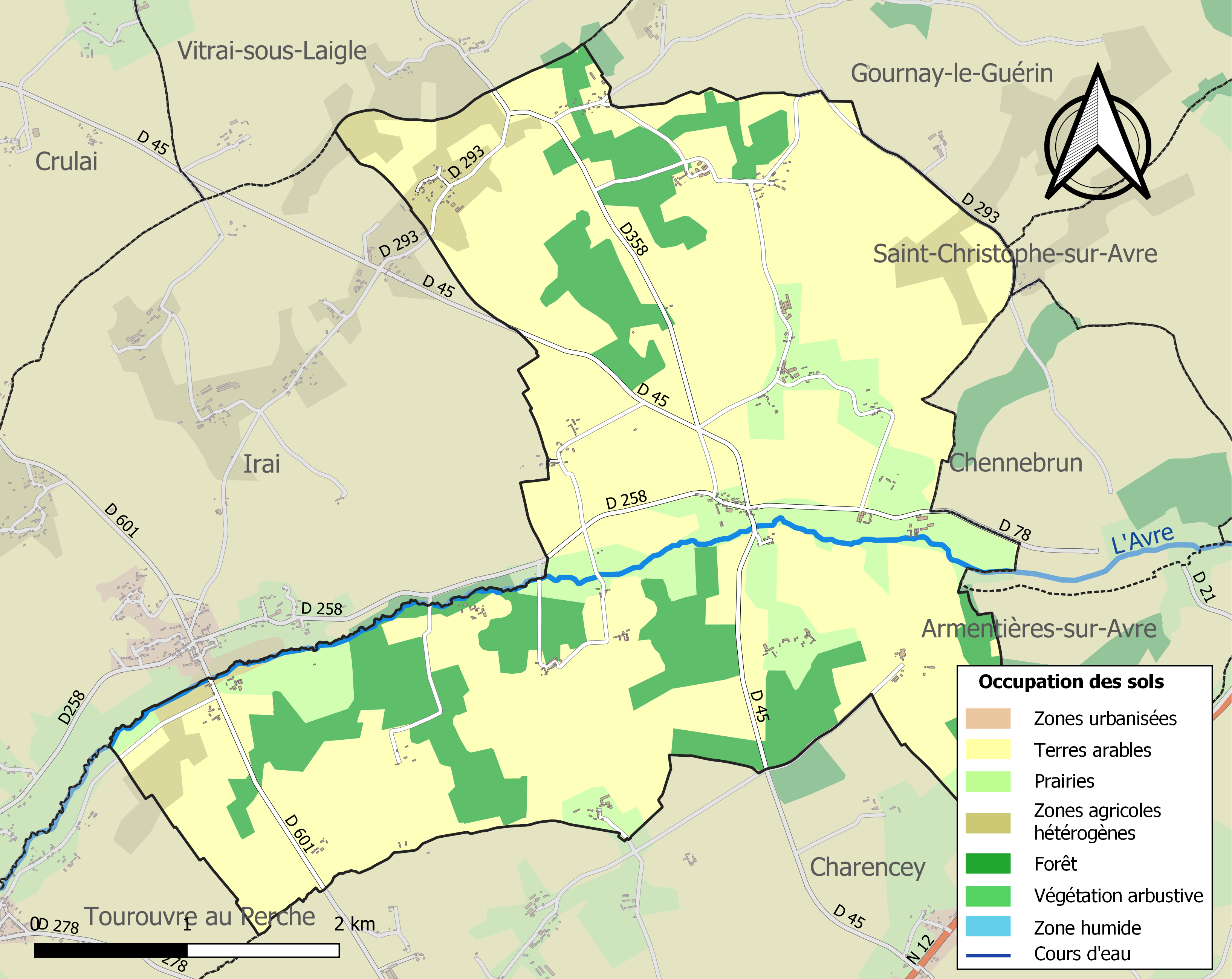
Carte des infrastructures et de l'occupation des sols de la commune en 2018 (CLC).

## Toponymie
Beaulieu vient du latin bellus locus, « lieu beau », nommé ainsi pour sa beauté, endroit agréable à habiter.
De nombreuses communes portent ce nom.
Le gentilé est Belloquois.

## Histoire
Tout comme les villages de Charencey, Moussonvilliers, Normandel et Saint-Maurice-lès-Charencey, La Trinité-sur-Avre dépendait au XIIIe siècle de la châtellenie de Châteauneuf-en-Thymerais dont les seigneurs successifs régnaient sur le Thymerais et guerroyaient au nom des rois de France contre les ducs de Normandie et les Anglais.
Le 30 juillet 1823, la commune de La Trinité-sur-Avre (ou simplement La Trinité, 166 habitants en 1821, au sud-ouest du territoire) est réunie à celle de Beaulieu (309 habitants),.

## Héraldique
| Blason de Beaulieu | Blason  | Coupé : au 1er parti au I d'azur à trois fleurs de lis d'or et au II de gueules à deux léopards d'or ; au 2e d'argent à la fasce ondée d'azur en chef et à la fasce de sinople en pointe. |
| Blason de Beaulieu | Détails | Les deux léopards d'or sur champ de gueules rappellent les armes de la Normandie. |

## Politique et administration
Le conseil municipal est composé de onze membres dont le maire et deux adjoints.

## Démographie
L'évolution du nombre d'habitants est connue à travers les recensements de la population effectués dans la commune depuis 1793. Pour les communes de moins de 10 000 habitants, une enquête de recensement portant sur toute la population est réalisée tous les cinq ans, les populations de référence des années intermédiaires étant quant à elles estimées par interpolation ou extrapolation. Pour la commune, le premier recensement exhaustif entrant dans le cadre du nouveau dispositif a été réalisé en 2008.
En 2022, la commune comptait 203 habitants, en évolution de −3,33 % par rapport à 2016 (Orne : −3,21 %, France hors Mayotte : +2,11 %).
Beaulieu a compté jusqu'à 422 habitants en 1836.
| 1793 | 1800 | 1806 | 1821 | 1836 | 1841 | 1846 | 1851 | 1856 |
| ---- | ---- | ---- | ---- | ---- | ---- | ---- | ---- | ---- |
| 327  | 239  | 352  | 309  | 422  | 383  | 399  | 333  | 358  |

| 1861 | 1866 | 1872 | 1876 | 1881 | 1886 | 1891 | 1896 | 1901 |
| ---- | ---- | ---- | ---- | ---- | ---- | ---- | ---- | ---- |
| 331  | 304  | 312  | 298  | 305  | 295  | 276  | 268  | 280  |

| 1906 | 1911 | 1921 | 1926 | 1931 | 1936 | 1946 | 1954 | 1962 |
| ---- | ---- | ---- | ---- | ---- | ---- | ---- | ---- | ---- |
| 307  | 323  | 264  | 311  | 329  | 300  | 251  | 260  | 243  |

| 1968 | 1975 | 1982 | 1990 | 1999 | 2006 | 2008 | 2013 | 2018 |
| ---- | ---- | ---- | ---- | ---- | ---- | ---- | ---- | ---- |
| 232  | 213  | 182  | 186  | 186  | 205  | 210  | 211  | 211  |

| 2022 | - | - | - | - | - | - | - | - |
| ---- | - | - | - | - | - | - | - | - |
| 203  | - | - | - | - | - | - | - | - |

## Lieux et monuments
- Église Notre-Dame-de-l'Assomption, en partie du XVIe siècle. La dalle funéraire de Jean Fillon du XIVe, une Vierge à l'Enfant du XVe, la poutre de gloire du XVIIe et des portes de sacristie du XVIIIe sont classées à titre d'objets aux Monuments historiques[33].
- Château de la Bunelière XVIIIe et XIXe.
- Château de Beaulieu, XIXe et XXe siècles.
- Château de la Trinité, XIXe siècle.
- Château du Breuil, XIXe siècle, avec jardin.
- Château des Routis, XIXe siècle.

## Héraldique
| Blason de Beaulieu | Blason  | Coupé : au 1er parti au I d'azur à trois fleurs de lis d'or et au II de gueules à deux léopards d'or ; armés et lampassés de gueules, l'un au-dessus de l'autre, au 2e d'argent à la fasce ondée d'azur en chef et à la fasce de sinople en pointe. |
| Blason de Beaulieu | Détails | Le statut officiel du blason reste à déterminer. |